# Juan Herreros
Juan Herreros Guerra (San Lorenzo de El Escorial, 1958) es un arquitecto español.

## Biografía
En 1985 se tituló en la Escuela Técnica Superior de Arquitectura de Madrid de la que tras ser profesor del Departamento de Construcción hasta 1988 pasó a ser profesor del Departamento de Proyectos Arquitectónicos con el grado de Doctor en 1994 y el título de Catedrático en 2010. Desde 2007 enseña en la GSAPP de la Universidad de Columbia en Nueva York donde ostenta el grado de Professor of Professional Practice. También ha enseñado en las universidades americanas de Princeton en Nueva Jersey, Instituto de Tecnología de Illinois en Chicago; y en las europeas Architectural Association de Londres, EPFL de Lausanne, Liubliana y Alicante.  Ha aproximado la arquitectura al mundo del arte de la segunda mitad del siglo XX, con colaboraciones de diferente índole con artistas como Antoni Muntadas o el estadounidense Dan Graham. Ha actuado como jurado de numerosas competiciones nacionales e internacionales.
En 1984 fundó Abalos&Herreros y en 1999 la LMI (Liga Multimedia Internacional). En 2008 fundó en solitario el estudio Herreros Arquitectos tras la ruptura con Iñaki Ábalos, hasta que en 2014 lleva a cabo la refundación de su práctica bajo el nombre de estudio Herreros.
Su labor teórica se centra en sus trabajos y seminarios sobre “Prácticas Emergentes en Arquitectura” -que toma su nombre del Grupo de Investigación que ha dirige en la Universidad Politécnica de Madrid - basados en la idea de reciclar la figura del arquitecto y sus técnicas de proyectos a la luz de las nuevas coordenadas económicas y de la crisis de los modos tradicionales de producción que dificultan la incorporación de las nuevas generaciones a la práctica de la arquitectura. El grupo de investigación incluye como Investigadores asociados a Emilio Tuñon, David Archilla Pérez, Alberto Pieltain Álvarez - Arenas, Ángel Borrego Cubero, Jacobo García-Germán Vázquez, José María Sánchez García y Lina Toro Ocampo.

## Obras más destacadas[8][9]
- 2009-2018 Museo Munch, Oslo[10][11]
- 2011-2018 Centro internacional de convenciones Ágora, Bogotá[12]
- 2013-2014 Galería de Arte Carreras Múgica, Bilbao[13][14]
- 2011-2014 Paisajismo y Equipamiento de los accesos a la Ciudad de Colón, Panamá[15]
- 2008-2011 Torre Banco de Panamá, Ciudad de Panamá[16]
- 2012 Instalación “Dialogue Architecture”, Bienal de Venecia[17]
- 2011 Espacio Público “Communication Hut”, Corea de Sur[18]
- 2010-2011 Nuevas Salas del Museo Reina Sofía, Madrid[11]
- 2007-2010 Casa Garoza, Ávila[19][20]
- 2009-2010 Centro de control de satélites Hispasat, Arganda del Rey[21]
- 2010 PMC. Proyecto Estratégico Madrid Centro[22]
- 2009 Instalación y Sala VIP de la Feria de Arte Contemporáneo Arco, Madrid[23]
- 2008 Instalación y Sala VIP de la Feria de Arte Contemporáneo en Arco, Madrid[24]
- 2007 Casa en Artá, Mallorca[25]
- 2006-2012 Masterplan para la integración del ferrocarril en Logroño[26]
- 2001-2006 Torres Bioclimáticas en el Humedal de Salburúa. Vitoria.[27]
- 2004-2006 Residencia Pepe Cobo, Mallorca, España.[28]
- 2001-2005 Plaza y Torre Woermann, Las Palmas de Gran Canaria, España.[16]
- 2000-2003 Pabellón de Gimnasia en Parque del Retiro, Madrid, España.[29][30][31]
- 1998-2000 Estudio Luis Gordillo, Villanueva de la Cañada, España.[32][33]
- 1995-2003 Biblioteca Pública de Usera, Madrid, España.[34]
- 1994-1996 Casa Luis Gordillo, Villanueva de la Cañada, España.[35]
- 1988-1990 Polideportivo, Simancas, España.[36]

## Galería

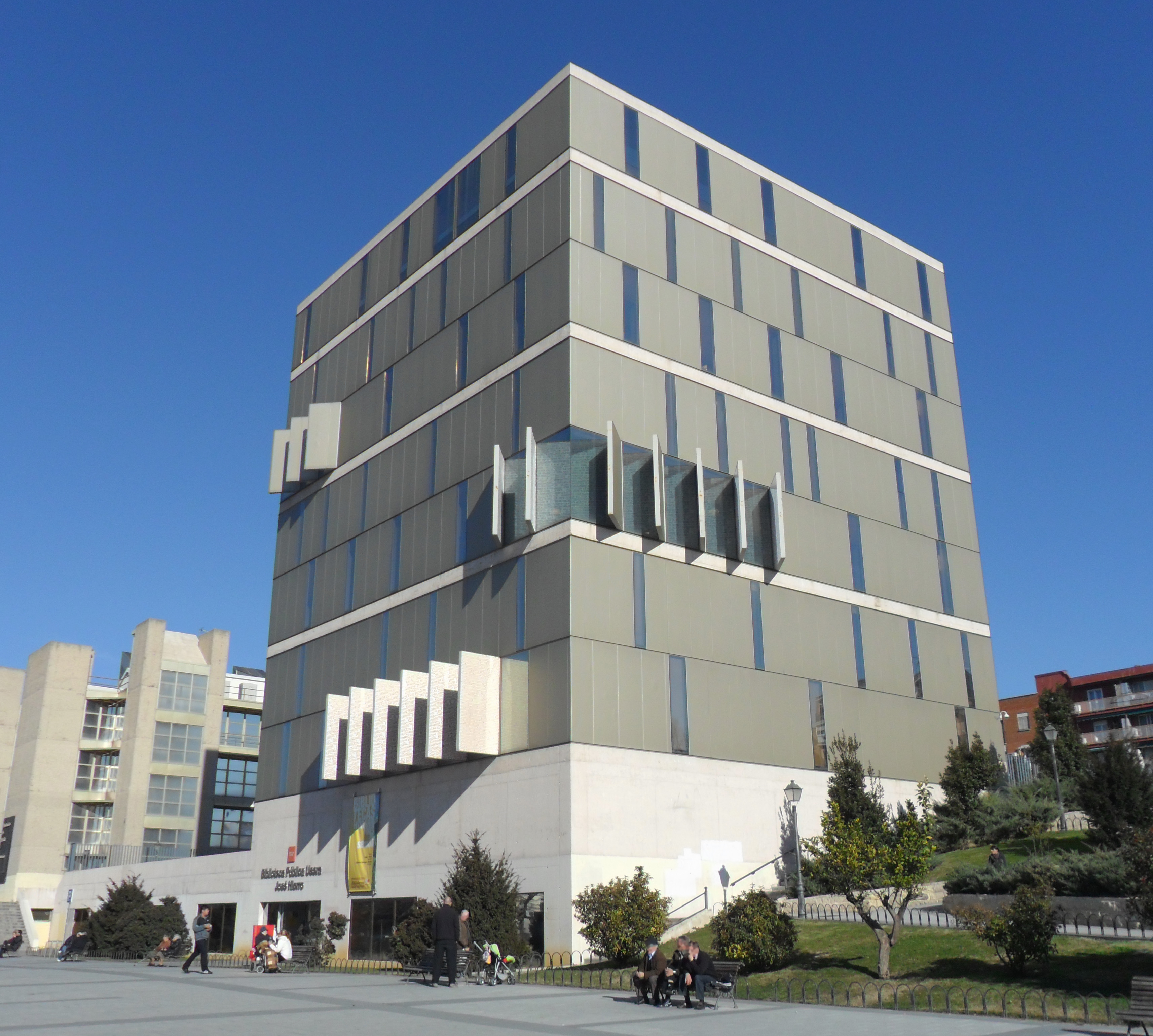
Biblioteca Pública José Hierro (Usera, Madrid)

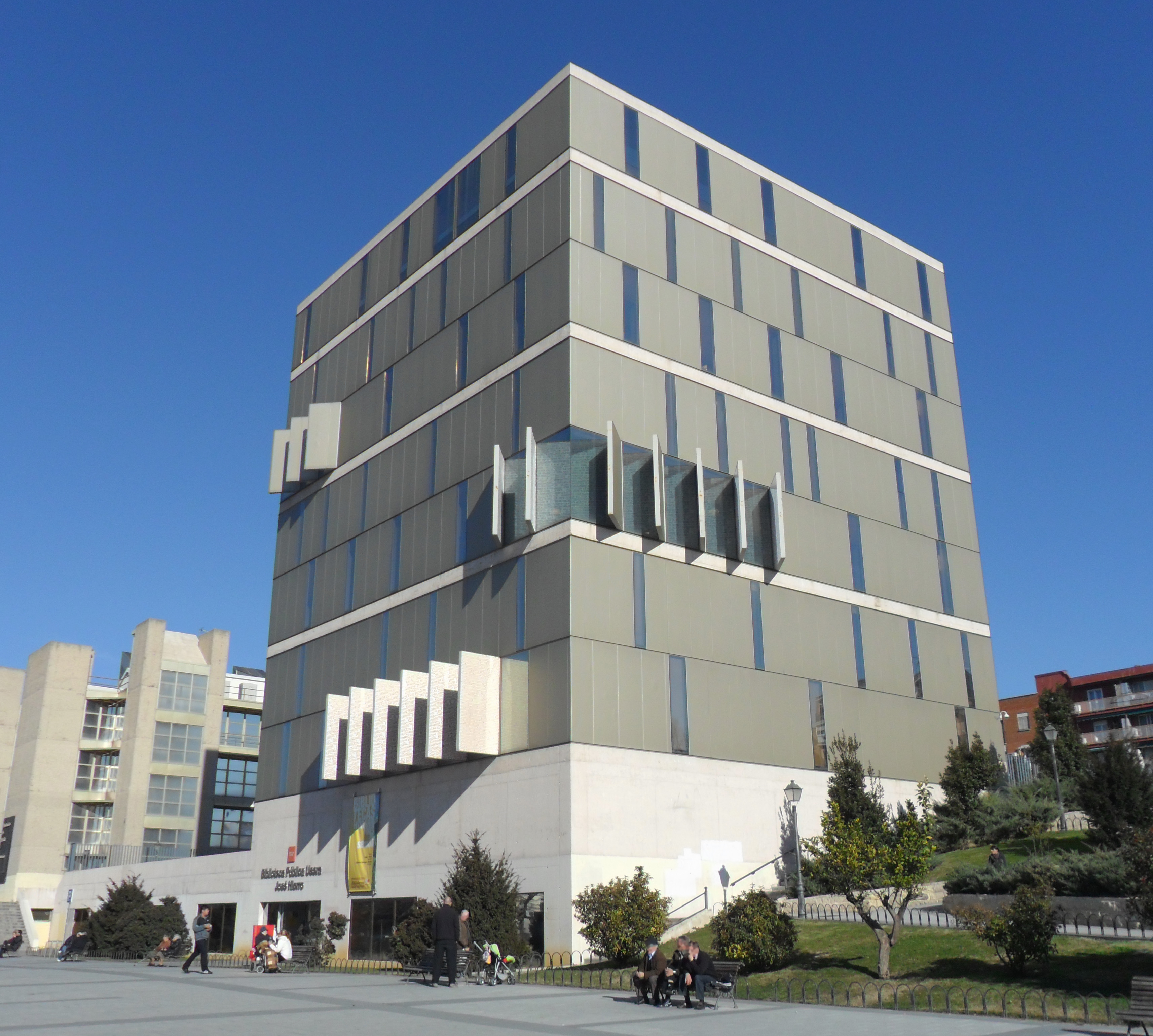
Biblioteca Pública José Hierro (Usera, Madrid)
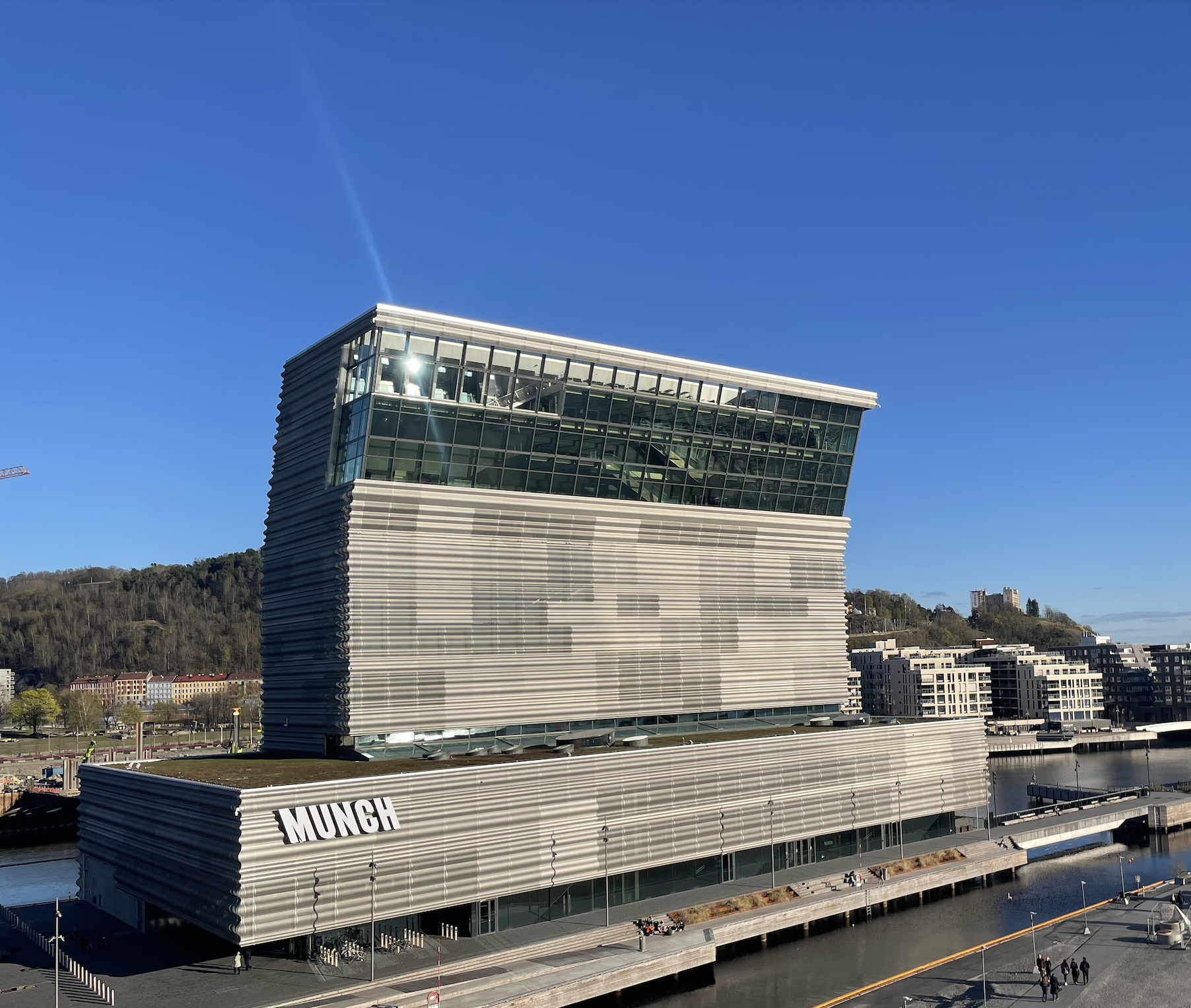
Museo Munch, Oslo. Arquitectos: Juan Herreros

## Premios[8]
- 2013 El proyecto Madrid Centro, obra de José María Ezquiaga Domínguez, Salvador Pérez Arroyo y Juan Herreros Guerra, fue uno de los quince galardonados en la XII Bienal Española de Arquitectura y Urbanismo.[37]
- 2012 “Arquitecto del Mundo” por el Colegio de Arquitectos de Lima.[38]
- 2012 Premio XI Bienal Española de Arquitectura y Urbanismo por el proyecto The Munch Area.[39]
- 2012, el proyecto Ágora-Bogotá, Centro Internacional de Convenciones, en Bogotá, recibió el premio al Mejor Proyecto en el Extranjero dentro de los VI Premios NAN de Arquitectura y Construcción 2012 (España). El proyecto es responsabilidad del propio Herreros y del arquitecto colombiano Daniel Bermúdez.[40]
- 2012 Premio European Urban and Regional Planning Awards. European Council of Spatial Planners. (Proyecto Madrid Centro).[41]
- 2011 Premio COAM - Distinción en la categoría de Rehabilitación. (Proyecto Edificio corporativo de oficinas para Hispasat)[42]
- 2011 Premio Construmat. (Casa Garoza).[43]
- 2009 International Fellowship Award, Royal Institute of British Architects, RIBA, Reino Unido[44]
- 2009 Medalla de las Bellas Artes del Ayuntamiento de San Lorenzo de El Escorial.[45]
- 2002 Premio COAM 2000 (Estudio Gordillo).[46]
- 2001 Premio COAM 1999 de Arquitectura (Planta de reciclaje de residuos urbanos de Valdemingómez).[47][48]
- 2001 XIV Premio Grupo Dragados de Arquitectura de la Fundación CEOE (Planta de Reciclaje de Residuos Urbanos de Madrid).[49]
- 2000 Premio Ayuntamiento de Madrid de Arquitectura (Planta de Reciclaje Las Dehesas).[50]
- 1999 Premio Ayuntamiento de Barcelona (Fabrications).[35]
- 1997 Premio Comunidad de Madrid (52 Viviendas en la M-30).[51]
- 1997 Premio Comunidad de Madrid (Casa Gordillo).[52]
- 1997 Premio COAM de Arquitectura (Casa Gordillo).[53]
- 1991 Premio COAM de Arquitectura (Oficinas para Renfe).[54]
- 1991 Premio Ayuntamiento de Madrid de Arquitectura y Urbanismo (Oficinas para Renfe).[55]
- 1988 Premio Ayuntamiento de Madrid de Arquitectura y Urbanismo (Exposición Le Corbusier. Rascacielos).[36]

## Enlaces
- estudioHerreros

- Datos: Q9015605
- Multimedia: Juan Herreros / Q9015605